# Urosigalphus obscurus
Urosigalphus obscurus är en stekelart som beskrevs av Gibson 1974. Urosigalphus obscurus ingår i släktet Urosigalphus och familjen bracksteklar. Inga underarter finns listade i Catalogue of Life.